# Chilluévar
Chilluévar és un municipi de la província de Jaén (Espanya) pertanyent al Parc Natural de la Serra de Cazorla. Més concretament, està situat a la comarca de Sierra de Cazorla.
El seu terme municipal es troba entre la Serralada de Cazorla (al Nord-est) i la depressió del Guadalquivir (a l'Oest), confinant amb els municipis de Santo Tomé, La Iruela i Cazorla.